# 도노이케 다이스케
도노이케 다이스케(일본어: 外池 大亮, 1975년 1월 29일 ~ )는 일본의 전 축구 선수이다.

## 구단 경력
과거 쇼난 벨마레, 요코하마 F. 마리노스, 오미야 아르디자, 방포레 고후, 산프레체 히로시마, 몬테디오 야마가타에서 활동하였다.